# Лампроба
Лампроба (груз. ლამპრობა) — древний сванский народный праздник в знак победы над врагами и посвященный святому Георгию. Дата праздника переходящая  — за десять недель до Пасхи, как правило, отмечается в феврале. Основные мероприятия праздника связаны с поминовением предков, разжиганием костров, факельными шествиями и праздничной трапезой.

## Празднование
В день Лампроба в домах Сванетии зажигается столько факелов сколько мужчин в семье. А если в доме есть беременная женщина, то зажигается факел в честь ребёнка, которого она носит, ведь это может быть и мальчик! Факел готовится из цельного ствола дерева, верхушка которого расщепляется на несколько частей.
Шествие мужчин с горящими факелами направляется в сторону церкви с песнями на сванском языке. На церковном дворе складывается большой костер из факелов, там же накрываются столы. Всю ночь до появления первых лучей солнца сваны читают молитвы и произносят тосты.